# اشپاردورف
شپاردورف (به آلمانی: Spardorf) یک شهر در آلمان است که در ارلانگن-هخشتات واقع شده‌است.